# Cerasella/Napule 'ncoppa 'a luna
Cerasella/Napule ncopp'a luna è un singolo di Wilma De Angelis pubblicato nel 1959 dalla casa discografica Philips.

## Descrizione
Entrambi i brani hanno partecipato al Festival di Napoli 1959, il brano Cerasella si è classificato al quarto posto è ha avuto un enorme successo, è stato cantato in coppia con Gloria Christian.
Il brano Napule ncopp'a luna è stato cantato insieme al Duo Jolly, in coppia con Grazia Gresi e non è arrivato in finale.

## Tracce
1. Cerasella (Di Enzo Bonagura, Eros Sciorilli e Ugo Pirro)
2. Napule ncopp'a luna (Insieme al Duo Jolly) (Di Giuseppe Fontana e Michele Galdieri)